# A-91
A-91 là loại súng trường tấn công có thiết kế bullpup của Nga được phát triển bởi Konstruktorskoe Buro Priborostroeniya (Конструкторское бюро приборостроения). Nó có biến thể 5,56A-91 để sử dụng các loại đạn 5.56x45mm NATO thay cho 7.62x39mm. Loại súng này được sử dụng một cách hạn chế trong các lực lượng thi hành công vụ tinh nhuệ của Nga cũng như dùng để xuất khẩu.

## Thiết kế
A-91 sử dụng cơ chế nạp đạn bằng khí nén với khóa nòng xoay cùng thiết kế bullpup, sử dụng loại đạn 7.62x39mm và ống phóng lựu 40 mm có thể gắn phía dưới nòng súng (mẫu thiết kế ban đầu lại cho ống phóng lựu gắn phía trên). Nó cũng đã giải quyết được một số khuyết điểm của loại vũ khí này đó là trọng tâm của súng (loại này thường bị băng đạn nặng kéo nòng súng chếch lên phía trên) bằng một hệ thống bù trọng lượng gắn ở nòng súng. Nút kéo lên đạn nằm bên tay phải khiến cho loại súng này chỉ thích hợp cho những người sử dụng tay phải và bất tiện cho người sử dụng tay trái do khi bắn nút kéo lên đạn đạn chuyển động tới lui có thể khiến nó vướng vào người cũng như các vỏ đạn nóng được đẩy ra khiến cho người sử dụng tay trái không thể ngắm vì chúng có thể văng trúng mặt của người sử dụng. Tuy nhiên các mẫu được dùng để trang bị sau đó đã khắc phục bằng cách gắn tạo một rãnh dẫn vỏ đạn đến nhả ra phía bên dưới của khẩu súng qua tay cầm cò súng nên xạ thủ có thể sử dụng thuận cả hai tay mà không cần quan tâm đến các vỏ đạn nữa, cũng như nút kéo lên đạn có thể xoay qua hai bên thích hợp với xạ thủ hay cho hướng lên trên để đỡ vướng khi bắn. Ống phóng lựu và tay cầm đóng vai trò như hệ thống bù trọng lượng để ổn định trọng tâm cho súng. Tay cầm sau cò súng có các khe để giúp nắm chắc hơn. Hệ thống khoang chứa đạn có bộ phận ngăn bụi khiến cho A-91 có độ tin cậy cao hơn.
A-91 có các tính năng sau: các tay cầm đều có các rãnh để tăng khả năng giữ súng giúp tăng độ chính xác. Có thể sử dụng thước ngắm thông qua điểm ruồi ở khung phía trên súng hay có thể gắn ống ngắm hay bộ phận nhìn trong đêm vào thanh răng ở trên khung đó. A-91 có nút điều khiển ba chế độ bắn bên tay trái là khóa an toàn, bắn từng viên hay bán tự động. Các tay cầm của nó được làm bằng nhựa và báng súng được bọc một lớp cao su để giảm thiểu lực tác động do độ giật của súng khi bắn lên người sử dụng.
Ống phóng lựu của A-91 có thước ngắm riêng gắn ở phần phía trước nòng súng khi sử dụng có thể bật lên và đẩy ống phóng lựu từ phía trong ra phía ngoài. Lựu đạn được nạp từ phía sau ống phóng.